# 音天牛属
音天牛属（学名：Heterophilus）暗天牛科狭胸天牛亚科的一属，是中国西藏的特有属，由中国学者蒲富基以音天牛（H. scabricollis）为模式种而建立，目前发现有3种。

## 物种
- 细点音天牛 Heterophilus dentitibialis Chiang & Chen, 1996
- 齿胫音天牛 Heterophilus punctulatus Chiang & Chen, 1996
- 音天牛 Heterophilus scabricollis Pu, 1988